# Leopoldo de Anhalt-Köthen
Leopoldo de Anhalt-Köthen (Köthen, 28 de noviembre de 1694-ibidem, 19 de noviembre de 1728) fue un príncipe de Anhalt-Köthen de la Casa de Ascania. Es recordado por haber ofrecido a Johann Sebastian Bach el puesto de maestro de capilla (o Kapellmeister) desde diciembre de 1717 hasta abril de 1723.

## Vida

### Familia
Leopoldo nació el 28 de noviembre de 1694, era el segundo hijo del príncipe Emanuel Lebrecht de Anhalt-Köthen y su esposa, originalmente morganática, Gisela Agnes von Rath.  De sus cinco hermanos, sólo dos llegaron a la edad adulta, su hermano y sucesor Augusto Luis y su hermana, la princesa Cristina Carlota.

### Primeros años

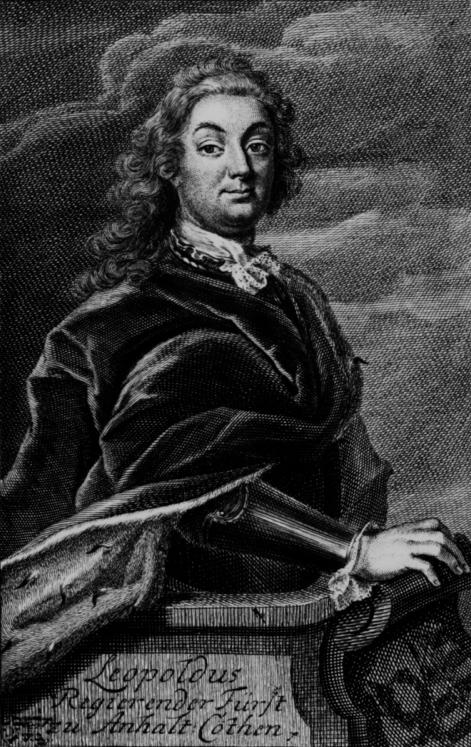
Leopoldo de Anhalt-Köthen durante su juventud

El padre de Leopoldo murió en 1704, lo que significó que su madre tuvo que manejar las riendas del gobierno como regente, ya que el niño solo tenía 10 años. Agnes tuvo una influencia significativa en la educación del niño. El testamento del padre designó como tutora a la madre y princesa luterana, y como tutor supremo al rey Federico I de Prusia. La tutela prefería una educación reformada para Leopoldo, que previamente había sido criado como luterano por su madre, y por lo tanto decretó que el futuro príncipe debería asistir a la nueva Academia de Caballeros en Berlín, fundada por Federico I, que se estableció al mismo tiempo que la Academia de Caballeros en la Catedral de Brandeburgo, y así Leopoldo estuvo en esa academia  desde 1708 hasta 1710.  En noviembre de 1708 tuvo lugar en la corte de Berlín la gran ópera de festival "Alexanders und Roxanen Heyrath", del autor Augustin Reinhard Stricker, en la que Leopoldo participó como bailarín.

### Reinado
El 30 de noviembre de 1715, cuando Leopoldo cumplió la mayoría y el 14 de mayo de 1716 recibió el homenaje hereditario y provincial en el castillo y el ayuntamiento. Su madre, que había gobernado como regente entre 1704 y 1715, se retiró a su residencia de viuda, el castillo de Nienburg en Nienburg (Saale). Pero ha inicios de su reinado ya le esperaban problemas al joven príncipe. Debido a la primogenitura introducida en Anhalt-Köthen en 1702, tuvo que establecerse con su hermano menor Augusto Luis, el cual recibió el enclave situado más allá de Güsten, que le fue otorgado por Jorge III en 1547. Construyó el castillo de Warmsdorf y el territorio de Warmsdorf con todos los ingresos (en 1715/1716 eran 9.893, anteriormente 13.094 táleros) así como otras concesiones.
Poco después de su ascenso al trono, Leopoldo, de 22 años, le ofreció a Johann Sebastian Bach el puesto de maestro de capilla de su orquesta de la corte. Se cree que Leopoldo conocía al compositor desde la boda de su hermana el 24 de enero de 1716, cuando Bach apareció en Nienburg en el séquito del duque de Sajonia-Weimar, Ernesto Augusto I. El anterior director de orquesta de la corte, Stricker, abandonó Köthen a principios de 1717 y Bach firmó el contrato con Lepoldo el 5 de agosto de 1717. Sin embargo, como no había solicitado su liberación en Weimar, fue detenido allí durante un breve periodo y sólo pudo asumir su cargo como sucesor de Stricker en Köthen a principios de 1718.
Gracias al interés del joven príncipe por la música, que a veces tocaba como violinista en la orquesta, los años de Leopoldo se convirtieron en una época extremadamente productiva para el compositor Bach. Además de la creación de cantata profana Su Alteza Real Leopoldo (BWV 173a), dedicada a su patrón, también escribió numerosas obras instrumentales, conciertos, varios de los Conciertos de Brandeburgo, la Parte I de El clave bien temperado y varias suites orquestales. El príncipe Leopoldo fue el padrino del nacimiento del hijo de Bach, Leopoldo Augusto, quien murió tempranamente, y siguió siendo amigo del compositor incluso después de su partida en 1723.
En el período siguiente hubo repetidas disputas entre Leopoldo y su hermano Augusto Luis en la lejana Warmsdorf, así como con su madre en Nienburg. Así, en 1718 (o 1719) Leopoldo envió hombres armados a ambos lugares para instalar allí su escudo de armas. Sin embargo, su madre inmediatamente hizo retirar el escudo de armas de su hijo. En 1721, Leopoldo respondió a la humillación sufrida enviando tropas adicionales a Nienburg, reinstalando el escudo de armas de Köthen y arrestando al abogado local, Johann Jacob Langemach. Los militares también fueron enviados al enclave de Warmsdorf, que estaba más allá de Anhalt-Bernburg pero pertenecía a Köthen, para arrestar a cinco jueces que habían estado sirviendo en esa zona en nombre de su hermano. En agosto de 1722 los hermanos llegaron a un acuerdo, pero la madre no formó parte del acuerdo.
El 17 de noviembre de 1728, el príncipe Leopoldo tocó el violín por última vez y murió dos días después a la edad de 33 años. Debido a la falta de un heredero tras la muerte de su único hijo Emanuel Luis, el hermano de Leopoldo, Augusto Luis, se convirtió en su sucesor.

## Relación con J. S. Bach
El príncipe conoció a Bach muy probablemente en la boda de su hermana en enero de 1716.
Bach compuso varias cantatas y una serenata en honor de Leopoldo. El príncipe liberó a Bach de la cárcel de Weimar y más tarde fue padrino del hijo de Bach, Leopoldo Augusto, que murió de niño en 1719.
El príncipe se casó con su prima de 19 años, Federica Enriqueta de Anhalt-Bernburg, el 11 de diciembre de 1721 en Bernburg, ocho días después de la boda de Bach con la cantante Anna Magdalena Wilcke. Después de la boda del príncipe Leopoldo con la princesa Federica, Bach tuvo que tocar y componer marchas militares para los torneos militares que le gustaban a la princesa; los gustos de la princesa, como las fiestas o los torneos militares, eran pura pérdida de tiempo y pura maldad; a Bach no le gustaban. Además, la princesa hizo que al príncipe le dejara de gustar la música de Bach que tanto apreciaba.
Bach y Anna Magdalena fueron a Köthen el 3 de marzo de 1729. Bach tocó una obra original (hoy perdida) para el funeral del príncipe y Anna Magdalena fue la cantante.